# Дикуша
Дику́ша (лат. Falcipennis falcipennis) — одна из редких и малоизученных птиц трибы тетеревиных. Численность снижается. Внесена в Красную книгу МСОП, Красную книгу РФ.
Единственный вид рода Falcipennis. Канадскую дикушу в настоящее время выделяют в отдельный род Canachites.
Особенность дикуши в том, что она совершенно не боится человека, и это поставило вид на грань полного уничтожения. Связано это с тактикой спасения — затаиванием. У коренных таёжных жителей существует традиция не убивать при встрече эту птицу, оставляя её как резерв для ослабевшего путника, неспособного охотиться на другую дичь. Мясо птицы, питающейся по большей части хвоей, горчит.

## Описание
Несколько крупнее рябчика, весит 380—780 г. Крыло 175—200 мм, хвост 100—135 мм, длина клюва 9,5—12 мм, высота клюва 6—7 мм. Окраска бурых, чёрных тонов, с белыми пятнами на спине и боках. У самцов вершины наружных маховых перьев сужены.

## Ареал
Обитает в Амурской области, горно-таёжных участках Сихотэ-Алиня и на острове Сахалин.

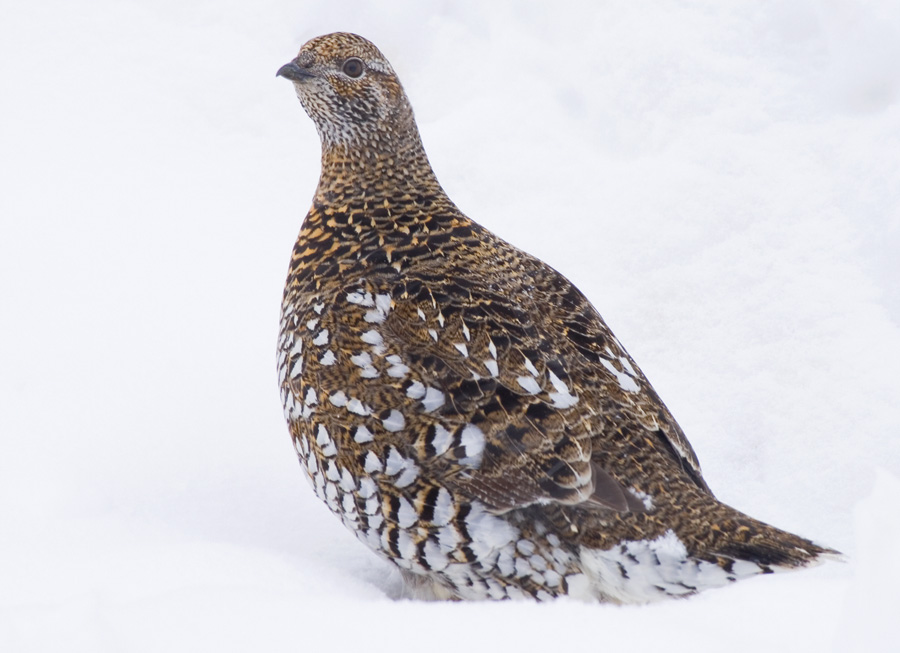
Самка

От склонов гор и сопок с темнохвойной тайгой до гольцов на высоте 1600 метров над уровнем моря в елово-пихтовых лесах, ельниках, лиственничниках.
В горных районах совершает незначительные вертикальные сезонные кочевки. Летает редко.
Питается зимой практически исключительно хвоей, летом семенными коробочками мха, листьями брусники и ягодами, иногда — насекомыми. Дикуши полигамны, и токующий самец спаривается на своём участке с любой самкой. Брачные игры — в мае. Самка строит гнездо в укромном месте, среди густого мха или в зарослях багульника. В кладке 7—15 яиц, размер яиц около 48×32 мм. Цвет их бледно-бурый с оливковым оттенком по поверхности разбросаны мелкие бурые пестрины. Насиживание 23—25 дней. Суточный птенец весит 15—17 г. В конце июня птенцы начинают летать. Выводковый тип развития. Самцы не принимают участия в воспитании птенцов и все лето держатся обособленно.

## Разведение
В Новосибирский зоопарк дикуши поступили в 1986 году. В следующем году были отложены первые яйца, а в 1988 году получены первые птенцы. Всего за 15 лет работы с этим видом получено более 500 птенцов. С 1988 года работа по изучению биологии, разведению, развитию молодняка проводится Новосибирским зоопарком совместно с Институтом систематики и экологии животных СО РАН. К 2008 г. более 100 особей вольерного разведения выпущены в горных лесах Салаира (Маслянинский р-н, около 100 км к юго-востоку от Новосибирска) в качестве эксперимента по созданию резервной популяции. 10 июля 2007 г. одна особь встречена в окрестностях пос. Каменушка в 7 км от Новосибирского Академгородка.

## В литературе
Дикуша под названием «каряга» или «каменный рябчик» упоминается в книгах Григория Федосеева, в частности, «По Восточному Саяну». В них рассказывается легенда о том, что когда раздавали страх всем животным, каряга не прилетела, потому что «на берегу в камешки играла»:
И вот в то самое время, когда Чудо-зверь смотрел на всех, кому он дал страх и зло, к нему подлетела каряга.
```
— Ты где была? — спросил Чудо-зверь беззаботную птицу.
```

```
— Я на бережку в камешки играла, — ответила каряга.
```

```
Шибко сердито посмотрел Чудо-зверь на ленивую птицу и сказал:
```

```
— Останешься ты, каряга, совсем без страха… — Повернулся и ушёл к себе в пещеру. За ним спустился туман и закрыл навсегда к нему проходы.
```

```
С тех пор и поныне живёт каряга без страха и напоминает всем, как раньше жила тайга.
```

Галя вспомнила о нелепой птице, которую на Сахалине зовут «смиренным рябчиком», а в Забайкалье — дикушей. Об этой птице как-то рассказывал Виктор. Дикуша до глупости доверчива. Охотник идёт к ней, а она сидит себе на елке и сидит. Охотник протягивает к ней палку с петлей на конце, а она все сидит. Охотник накидывает ей петлю на шею. И конец дикуше.— Илья Лавров, «Галя Ворожеева».

## В нумизматике

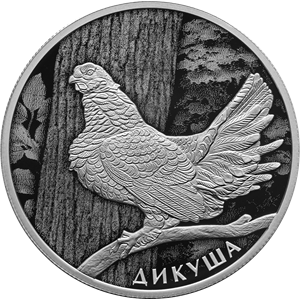
Монета Банка России, 2024 год

- В 2019 году Московский монетный двор выпустил серебряные и биметаллические монетовидные жетоны номиналом 5 червонцев с изображением дикуши в серии «Красная книга СССР»[8].
- 9 августа 2024 года Банк России выпустил в обращение памятные серебряные монеты «Дикуша» номиналом 2 рубля в серии «Красная книга»[9].

## Фото

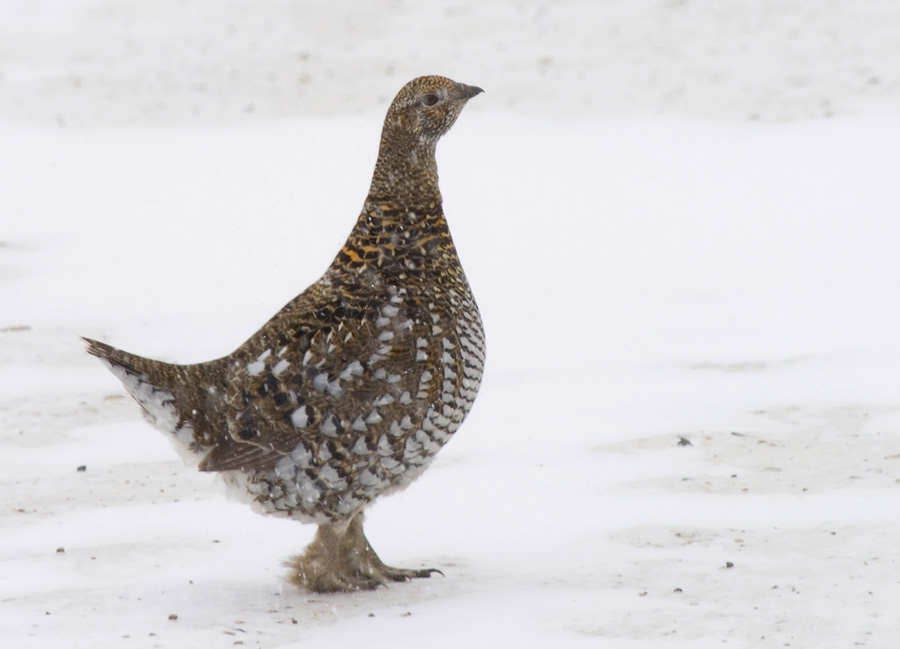
Самка
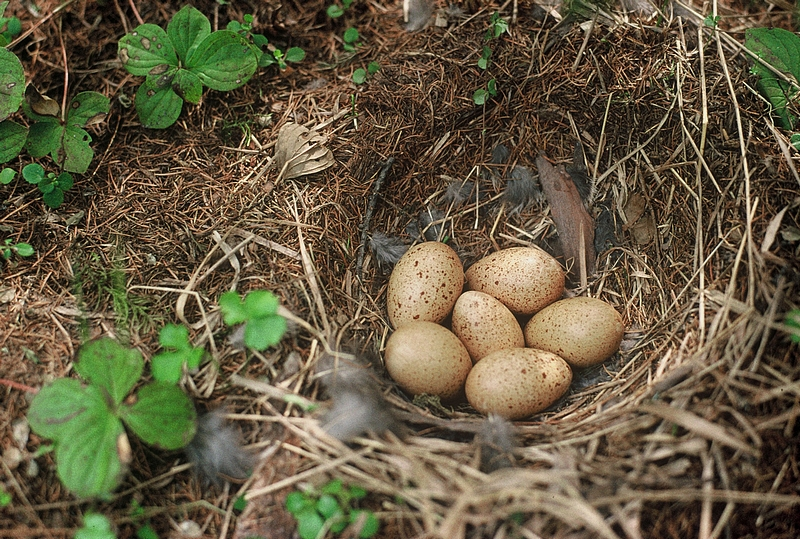
Кладка дикуши
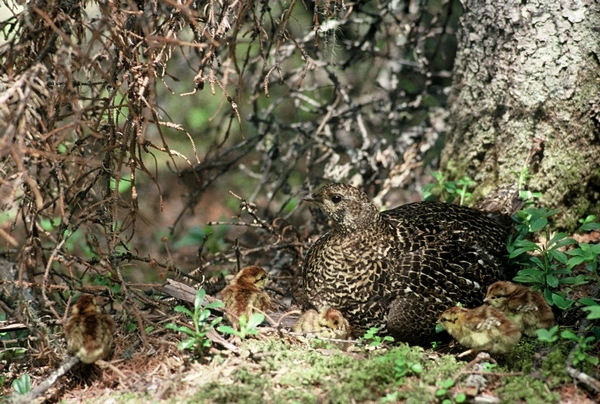
Самка с птенцами на гнезде
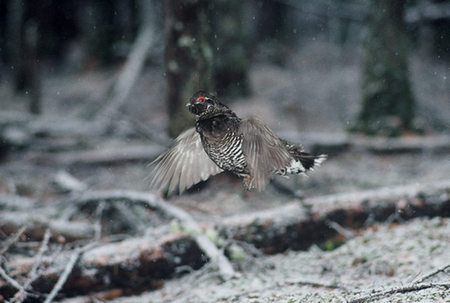
Токующий самец в прыжке
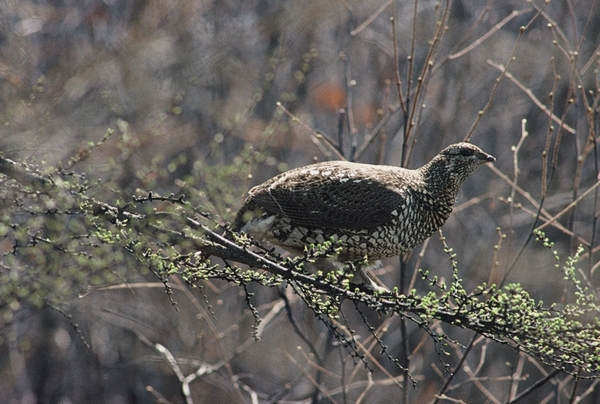
Самка на дереве
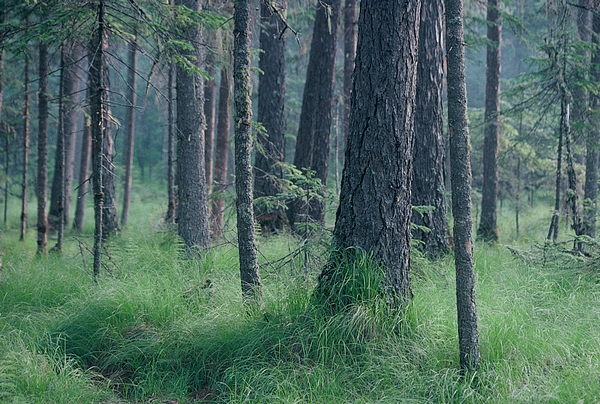
Места обитания дикуши